# 藍山県
藍山県（らんざん-けん）は中華人民共和国湖南省永州市に位置する県。九嶷山の麓の東にあって稲作、楠竹が主な農業としており、油茶は重要な伝統農業である。また、マンガン鉄鉱埋蔵量は中国において最も重要なところでもある。全県の総面積は1806平方km。

## 地理
県内には標高1000mを越える山が258座があり、最高峰は三峰石で標高1825メートルである。

## 歴史
前漢の高祖5年（紀元前202年）に南平県として建てられ、隋の大業3年（607年）に臨武県と合併。

## 行政区画
- 鎮：塔峰鎮、毛俊鎮、楠市鎮、所城鎮、新圩鎮、祠堂圩鎮、太平圩鎮、土市鎮
- 民族郷：匯源ヤオ族郷、犁頭ヤオ族郷、漿洞ヤオ族郷、湘江源ヤオ族郷、大橋ヤオ族郷、荊竹ヤオ族郷

## 学校
- 高考文化補習学校
- 総工会幼児学校雲渓学校
- 三湘博愛実験学校
- 坦渓学校
- 大元井村学校
- 中共藍山県委党校

### 幼稚園
- 文化、天真幼稚園総工会分園

### 小学校
- 第一完全、第二完全、第三完全、土市中心、鄭家、藍山所城鎮中心、尭仁、 大洞中心、新塘郷中心、塔峰鎮第四完、明徳、所城鎮中心

### 中学校
- 第一中学、第二中学、第四中学、土市、城関、大麻、太坪、所城、新圩、早禾、楠市、毛俊、民族、洪観、火市、田心、祠市、竹市、龍渓

### 専門学校
- 職業中等専門学校
- 藍翔技術学校
- 教師研修学校